# Обезьянообразные
Обезьянообразные, или обезья́ны (лат. Simiiformes),  — инфраотряд приматов в подотряде Haplorrhini. В ранней классификации (Mivart, 1864) обезьяны (Simiae) составляли подотряд антропоиды (Anthropoidea), также высшие обезьяны, и противопоставлялись подотряду полуобезьяны (Prosimii).
Строением тела сходны с человеком. Является сестринской группой по отношению к долгопятообразным (Tarsiiformes), от которых отделились 77—80 млн лет назад. Инфраотряд подразделяют на два парвотряда — широконосых и узконосых обезьян, которые населяют соответственно Новый Свет и Старый Свет. Время разделения парвотрядов оценивают в 43 млн лет.

## Ископаемые представители
Древнейший известный представитель — Eosimias из эоценовых отложений на территории Китая и Мьянмы, датируются возрастом 45 млн лет.
Некоторое время вид Anthrasimias gujaratensis, чьи ископаемые остатки были найдены в отложениях раннего эоцена (54—55 млн лет) в штате Гуджарат на западе Индии, тоже относили к обезьянообразным. Однако, позже ископаемые остатки антрасимии отнесли к виду Marcgodinotius indicus в составе семейства Asiadapidae мокроносых приматов.

## Хронограмма

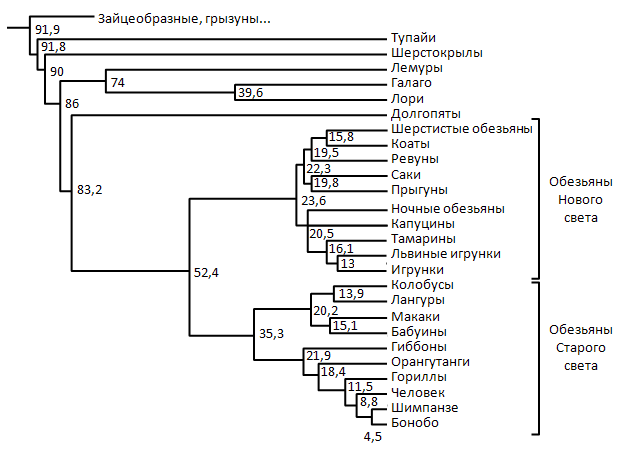
Филогенетическое дерево приматов (хронограмма). Цифры показывают ориентировочное время расхождения филогенетических групп (млн лет) по данным молекулярной филогенетики (http://www.onezoom.org/). Показаны также родственные приматам тупайи и шерстокрылы.